# コバネササキリ
コバネササキリ（小羽笹螽斯、Conocephalus japonicus）は、バッタ目キリギリス科の昆虫。羽の短いササキリ属の一種。

## 形態
体長15mm前後。体色は緑又は飴色がかった黄褐色。羽は褐色。腹端に辛うじて届く程度で飛翔能力を持たない。
まれに長翅型を生じ、良く飛び明かりにも来る。
産卵管は長めで腹部と胸部を足したぐらいの長さ。一見オナガササキリの産卵管に似ているが僅かに反っている。
触角は体長のおよそ3-4倍の長さがある。複眼の後ろから濃い褐色の線が延びて前胸まで続いている。腹部は赤褐色と黄色に彩られ、目立つ。

## 生態
主に日当たりが良く、湿った草原に生息し、特にアシ原に多い。しかしやや乾燥した草原であっても生息可能で、意外に適応力がある。
そのためしばしばササキリ属の他種族との混生が見られる。個体数は割合多く普通種の部類に入る。
鳴き声はオナガササキリやホシササキリに似ていて「ジー・ジー・ジー……」と数回繰り返し、数秒おいてまた同じように繰り返す。
分布は北海道南部以南。6月頃孵化し8月頃羽化、成虫になる。
キリギリス科の晩夏発生型の他種同様飼育下では年を越すこともある。
交尾の際、オスはメスに精包を渡す。メスは尾端にしばらく精包をつけたままだが、間もなくそれを食べて自らの栄養にする。
コンビニなどの灯りにしばしば長翅型が来るのを見掛ける。
主にイネ科植物を食草としているが飼育下では野菜や果物なども良く食べる。
また動物質もよく食べる。